# Iain De Caestecker
Iain De Caestecker, född 29 december 1987 i Glasgow, är en brittisk skådespelare.
Caestecker har bland annat medverkat i TV-serierna Agents of S.H.I.E.L.D, The Control Room och The Winter King.

## Filmografi (i urval)
- 2017–2020 – Agents of S.H.I.E.L.D (TV-serie)
- 2023 – The Control Room (TV-serie)
- 2023 – The Winter King (TV-serie)